# عميحاي بيتون
عميحاي (عامي) بيتون (مواليد 1981) هو ضابط في الجيش الإسرائيلي برتبة مقدم، يشغل منصب قائد لواء المظليين الإسرائيلي. شغل سابقاً منصب قائد اللواء الشمالي في فرقة غزة، وقائد الوحدة متعددة الأبعاد (رفائيم)، وقائد وحدة دوفدوفان، وقائد الكتيبة 202 في لواء المظليين.

## السيرة
ولد ونشأ في مستوطنة كريات جات، درس في مدرسة أورت جروس في مدينته. انضم إلى الجيش الإسرائيلي في أغسطس 1999، وتطوع في لواء المظليين الإسرائيلي وتم تعيينه في الكتيبة 101. بعد دورة تدريبية، خدم كجندي في الكتيبة، وشارك في القتال في جنوب لبنان. أكمل دورة قادة سرية المشاة ودورة ضباط المشاة. وبعد الانتهاء من الدورة عاد إلى الكتيبة 101 وعين قائد فصيلة، وقادها في القتال، بما في ذلك عملية الدرع الواقي. وقد حصل على وسام قائد اللواء تقديراً لعمله في العملية. ثم خدم كقائد سرية في الكتيبة 101. انتقل إلى وحدة دوفدوفان (المستعربين) حيث عُيّن قائداً لفصيلة، وقادها في الانتفاضة الفلسطينية الثانية. وفي إحدى العمليات التي قادها أصيب في البطن واليد. وفي وقت لاحق، خدم كضابط شركة في وحدة دوفدوفان. ذهب في إجازة للدراسة للحصول على درجة البكالوريوس في إدارة الأعمال. وبعد أن أكمل دراسته، خدم من عام 2009 إلى عام 2011 كقائد لدورية المظليين وبعد أن أنهى خدمته العسكرية، ذهب للدراسة في الكلية العسكرية. في عامي 2012 و2013، خدم كضابط مظلي في لواء المظليين الإسرائيلي. وفي عام 2013، تمت ترقيته إلى رتبة مقدم وتعيينه رئيسًا لفرع كتيبة الإستطلاع في مركز تدريب الحرائق في الجيش الإسرائيلي، وهو المنصب الذي شغله حتى عام 2014 خلال الحرب على غزة، كان في مرحلة انتقالية بين المناصب وانضم إلى قيادة الكتيبة 101 حتى نهاية العملية. في أكتوبر 2014، تم تعيينه قائدًا للكتيبة 202، وهو المنصب الذي خدم فيه حتى 11 يوليو 2016. ثم تم تعيينه قائدًا لوحدة دوفدوفان، وخدم في المنصب من عام 2016 إلى عام 2018. وخلال هذه الفترة، قُتل مقاتل الوحدة شاهر ستروغ برصاصة أطلقها أحد أفراد وحدته. ونتيجة لذلك قرر رئيس الأركان غادي أيزنكوت إلغاء ترقية بيتون إلى رتبة عقيد وتعيينه قائداً للواء 551 الإحتياطي، وتجميد ترقيته لمدة عامين. وبعد أن أنهى مهامه بدأ دراسة الماجستير في إدارة الأعمال. في مايو 2019، قاطع دراسته بناءً على طلب رئيس الأركان أفيف كوخافي، وعاد إلى الجيش الإسرائيلي وأنشأ الوحدة متعددة الأبعاد (888) وقادها، والتي قام بتنشيطها أولاً ضد حزب الله. في أغسطس 2020، بينما كان لا يزال يشغل منصب قائد الوحدة، تمت ترقيته إلى رتبة عقيد. خلال فترة عمله، شاركت الوحدة، من بين أمور أخرى، في عملية حارس الجدار. شغل هذا المنصب حتى 27 يوليو 2021. في31 أغسطس2021، تم تعيينه قائدًا للواء الشمالي في فرقة غزة، وخدم في هذا المنصب خلال اشتباكات غزة وإسرائيل (أغسطس 2022). شغل هذا المنصب حتى 16 أبريل 2023. وفي 30 مايو 2023 تم تعيينه قائدًا للواء المظليين الإسرائيلي، وقاده خلال حرب غزة التي إندلعت في 7 أكتوبر 2023.
وفي هجوم مفاجئ على إسرائيل، أمر بتطهير مستوطنة سديروت ومحيطها. وفي الأول من نوفمبر/تشرين الثاني، انضم لواء المظلات إلى المناورات البرية مع قوات الفرقة 162 في معركة جباليا ومعركة بيت حانون. وبعد السيطرة على غربي مدينة غزة والتحامها بقوات الفرقة 63 على المحور الساحلي، تحرك اللواء مع قوات إضافية وسيطر على حي الشجاعية في مدينة غزة. واقتحمت القوات مستشفى القدس في غزة حيث هدد الجيش الإسرائيلي بقصفه، وفي شهر ديسمبر تم نقل اللواء إلى معركة خان يونس تحت نيران كثيفة. وفي شهر يناير/كانون الثاني، شاركوا في حملة لتطويق مخيم اللاجئين في المدينة والسيطرة عليه. وقد خاض فريق لواء قتالي قتالا متواصلا لمدة أربعة أشهر، وفي 29 فبراير/شباط غادر القطاع بعد أن أكمل مهمته.
في 18 ديسمبر/كانون الأول 2024، أعلن الجيش الإسرائيلي أنه سوف يحقق في مزاعم الإخفاقات الأخلاقية والعملياتية في سلوك بيتون، والتي أثارها ضابط الاجتماع العام للواء وقائد الكتيبة 7421. وشملت المزاعم الموجهة ضد بيتون، من بين أمور أخرى، تعريض المقاتلين للخطر دون داعٍ وتزوير تحقيق أولي بشأن حادث قُتل فيه مقاتل. وانتهى التحقيق بتوبيخ أمري لبيطون من قائد المنطقة الوسطى، اللواء آفي بلوط، بسبب معاملته لبعض ضباطه بطريقة غير محترمة وجعلهم يشعرون بالإهانة.